# Helena Švédská
Helena Švédská (1130–1140 – † po r. 1158) byla rodem švédská princezna a jako manželka dánského krále Knuta V. dánská královna.
Helena nebo také Elin byla dcerou švédského krále Sverkera I. Datum jejího narození není známo, není ani jisté, kdo byl její matkou. Mohla to být Sverkerova první manželka nebo královna Ulvhild Håkansdotter.
Její otec byl ženatý s matkou Knuta V., který bojoval o moc v Dánsku. Díky jejímu zasnoubení se Sverker stal Knutovým spojencem. V roce 1156 se Helena za Knuta provdala. V roce 1157 byl Knut zavražděn Svenem III. na slavnosti v Roskilde a bezdětná Helena se vrátila do Švédska. V roce 1158 vstoupila do kláštera Vreta kde byla jeptiškou její sestra Ingegerd.